# Ipertrofia clitoridea
L'ipertrofia clitoridea, anche definita clitoridomegalia, è l'anomalo aumento di volume del tessuto della clitoride, conseguente a un aumento abnorme di volume degli elementi cellulari che la costituiscono. Il disturbo può essere di tipo congenito e molto più raramente acquisito. Talvolta l'ipertrofia clitoridea può essere deliberatamente indotta come una forma di modificazione genitale femminile o ottenuta attraverso vari usi di steroidi anabolizzanti, tra cui il testosterone.

## Cause
La condizione più comune che causa l'ingrossamento della clitoride è l'iperplasia surrenale congenita (CAH). L'incidenza mondiale complessiva di iperplasia surrenale congenita è di circa 1 su 15 000 nati vivi. In questa condizione un numero variabile di difetti enzimatici nella produzione dell'ormone cortisolo può causare un utilizzo dei precursori del cortisolo in una via metabolica alternativa, la quale comporta una eccessiva produzione di androgeni surrenalici (in particolare DHEA, androstenedione e testosterone). Le femmine con una classica CAH alla nascita presentano un fallo ingrossato, che è causato da un'eccessiva esposizione intrauterina ad androgeni surrenalici. 
Alcune di queste femmine presentano un tipo di CAH "a virilizzazione semplice", altre hanno invece un tipo definito "a perdita di sale".
Meno frequentemente l'ingrossamento della clitoride che si manifesta come un fallo di grosse dimensioni in soggetti geneticamente femmine può essere conseguenza di una esposizione in utero ad androgeni esogeni. Questa evenienza può verificarsi in madri gravide che sono affette da forme di tumore virilizzante (es. l'arrenoblastoma ovarico o l'assunzione esogena di ormoni sessuali maschili.
Raramente la condizione può essere individuata in donne con neurofibroma plessiforme pelvico.

Talvolta una forma di clitoridomegalia definita idiopatica può presentarsi in femmine nate molto prematuramente (età gestazionale < 28 settimane). Quest'ultima evenienza sembra essere in relazione con il ciclo fetale che si associa ad un'impennata dell'LH e all'iperattivazione dell'asse ipofisi-gonadi.

## Anatomia
Il clitoride, similmente al pene, è costituita da due corpi cavernosi. La clitoride inoltre possiede una struttura simile all'equivalente maschile del glande, formata da tessuto spongioso. L'apporto di sangue giunge alla clitoride tramite l'arteria pudenda interna che decorre lungo il canale di Alcock in prossimità della tuberosità ischiatica. L'innervazione della clitoride è data dal nervo pudendo le cui fibre originano dai tronchi nervosi della 2ª, 3ª e 4ª radice sacrale. Il nervo pudendo, una volta penetrato nel canale di Alcock, si spinge fino alla tuberosità ischiatica e dà origine a 3 rami. Uno di questi è il nervo dorsale della clitoride che va ad innervare il glande clitorideo sfioccandosi in svariate migliaia di corpuscoli sensitivi.  I fasci neurovascolari clitoridei salgono lungo i rami ischiopubici e si incontrano come fasci accoppiati lungo la superficie dorsale per poi passare, in gran parte intatti, nel glande.
Le dimensioni della clitoride, come ogni altra struttura anatomica, variano da soggetto a soggetto.
La clitoride tipica ha una larghezza trasversale di 3–4 mm e una larghezza longitudinale di 4 a 5 mm. Tuttavia su un campione di 100 donne veniva segnalato come una percentuale fino al 20% presentava un glande del clitoride di lunghezza compresa tra 0,7 e 1,5 cm. Al di sopra di 1,5 cm, la clitoride è in genere considerata di dimensioni eccessive e si può correttamente parlare di ipertrofia clitoridea.

## Classificazione
Per classificare il differente grado di ambiguità genitali e di virilizzazione (nonché le anomalie urogenitali che spesso vi si accompagnano) si fa ricorso alla scala o classificazione di Prader. Questa classificazione comprende 5 punti: 1) genitali esterni femminili con clitoridomegalia; 2) clitoridomegalia con parziale fusione labiale che forma un seno urogenitale ad aspetto a imbuto; 3) aumento della dimensione fallica, con fusione labioscrotale completa che forma un seno urogenitale con una singola apertura; 4) completa fusione scrotale con l'apertura del seno urogenitale alla base del fallo 5) pseudofallo con aspetto che simula i normali genitali esterni maschili.

## Trattamento
Il trattamento chirurgico dell'ipertrofia clitoridea e, più in generale dell'ambiguità genitale, è tecnicamente molto difficoltoso. A partire dagli anni trenta e fino a tutto il 1950 la clitoridectomia fu l'intervento più ampiamente utilizzato, anche perché in quegli anni la clitoride non era ritenuta importante per la maturazione sessuale femminile.
A partire dal 1960 venne introdotta la clitoridoplastica come alternativa all'intervento demolitivo e amputativo precedentemente attuato e la clitoridectomia venne progressivamente abbandonata. 
Lo scopo principale dell'operazione di clitoridoplastica è di creare un'anatomia femminile normale, mirando all'assenza di dolore durante l'attività sessuale e rispettando nel contempo la capacità di coito della paziente.